# Somatidia maculata
Somatidia maculata là một loài bọ cánh cứng trong họ Cerambycidae.